# Mberengwa (Distrikt)
Der Mberengwa (Rural) Distrikt, auch Belingwe, liegt in der Provinz Midlands in Simbabwe. Der Distrikt hat 208.458 Einwohner (2022), gemäß den Angaben der staatlichen Statistikbehörde von Simbabwe, der Zimbabwe National Statistics Agency (ZIMSTAT). Der Verwaltungssitz ist aufgeteilt in den Ort Mataga und die Kleinstadt Mberengwa.

## Geographie
Im Norden grenzt er an den Zvishavane Distrikt, im Osten an Chivi, im Süden an Mwenezi in der Provinz Masvingo und Gwanda in der Provinz Matabeleland South und im Westen an Insiza. Mberengwa erhebt sich nach Nordwesten bis auf 1100 m und fällt nach Südosten bis auf 650 m ab.
Dabei bildet der Fluss Mwenezi die Südgrenze und der Runde einen Teil der Ostgrenze, sowie sein Nebenfluss Ngezi die Nordgrenze. Die Westgrenze wird zum großen Teil durch den Great Dyke gebildet.
Der Distrikt ist in 37 Wards aufgeteilt.
Die Niederschläge sind mäßig und liegen zwischen 450 und 650 mm. Er ist jedes Jahr periodischen saisonalen Dürren bis hin zu schweren Trockenperioden ausgesetzt.
Monatliche Durchschnittstemperaturen
|                      | Jan  | Feb  | Mär  | Apr  | Mai  | Jun  | Jul  | Aug  | Sep  | Okt  | Nov  | Dez  |
| Max. Temperatur (°C) | 28,5 | 27,6 | 27,3 | 25,9 | 24,1 | 21,8 | 21,7 | 24,4 | 27,7 | 28,9 | 28,9 | 28,3 |
| Min. Temperatur (°C) | 17,3 | 16,9 | 15,6 | 12,9 | 8,8  | 5,9  | 5,5  | 7,9  | 11,4 | 14,6 | 16,2 | 17,1 |

Quelle: yr.no

## Wirtschaft
Der Distrikt gehört im Vergleich nicht zu den ärmsten im Land, sondern liegt eher im Mittelfeld. Er ist agrarisch geprägt und wurde früher durch einige große Landgüter bearbeitet. Südlich, innerhalb der Provinz Masvingo am Fluss Mwenezi im Mwenezi Distrikt, befindet sich der Manyuchi Damm, welcher Bewässerung, Viehtränke, Haushaltsversorgung, Fischzucht und Ziegelproduktion ermöglicht.
Mberengwa wird von den südlichen Ausläufern des Great Dyke durchzogen. Dort werden Gold, Platin, Chrom- und Eisenerz geschürft. Im Distrikt befindet sich unter anderem die Vanguard Mine. Daneben wird auch Kalkstein gebrochen.

## Infrastruktur
Neben einer Polizeistation befindet sich in der Stadt Mberengwa auch das Mberengwa District Hospital. Es gibt im Distrikt 105 Grundschulen und 40 weiterführende Schulen. Auch gibt es 36 Gesundheitseinrichtungen.